# Avversario (Marvel Comics)
Avversario (Adversary) è un personaggio dei fumetti Marvel Comics, creato da Chris Claremont e John Romita Jr.. È un demone, la cui prima apparizione come Naze risale a The Uncanny X-Men (vol. 1) n. 187 (novembre 1984), mentre come Avversario appare in The Uncanny X-Men (vol. 1) n. 226 (febbraio 1988), creato da Chris Claremont e Marc Silvestri (disegni).

## Biografia del personaggio
L'Avversario è un demone che inizialmente fu richiamato sulla Terra dall'X-Man Forge, ed è tornato diverse volte a combattere gli X-Men e a minacciare il mondo intero.
Durante la guerra del Vietnam, il pellerossa mutante Forge fu testimone del massacro dei suoi compagni di squadra da parte dei vietnamiti. Per sopravvivere e vendicare i compagni caduti Forge utilizzò il suo retaggio di sciamano da lungo tempo soppresso e richiamò sulla Terra l'Avversario per distruggere i suoi nemici, solamente per tornarlo a bandire nella sua dimensione successivamente. Tuttavia, l'Avversario era riuscito a trovare una via per la Terra grazie alle azioni di Forge.
Anni dopo, il mentore di Forge, Naze (in italiano: Capo) fu ucciso da un alieno appartenente alla razza degli Spettri Neri, e i suoi ricordi furono rubati. L'alieno assunse la sua forma e richiamò l'Avversario, solo per essere distrutto dal demone. L'Avversario fu in grado di fuggire dalla dimensione dove era stato imprigionato, catturando Forge e Tempesta, imprigionandoli a sua volta nel reame extradimensionale della dea Roma che era riuscita a sottomettere.
L'Avversario si recò successivamente a Dallas, in Texas e combatté gli X-Men e la Freedom Force durante l'evento chiamato La caduta dei mutanti. L'unico modo per esiliare definitivamente l'Avversario era il sacrificio di nove anime in un rituale magico. Gli X-Men vi presero parte volontariamente, mentre Forge recitava l'incantesimo. Gli X-Men morirono, ma Roma li fece segretamente resuscitare.
L'Avversario tornò successivamente sulla Terra, nel corpo del nascituro figlio del mutante Haven, ma fu di nuovo esiliato da Forge, che al tempo militava in X-Factor.

## Poteri e abilità
L'Avversario è un potentissimo demone del più alto ordine e possiede vasti poteri sovrannaturali. È praticamente invincibile, e solamente la magia più potente e il ferro possono ferirlo. Ha, inoltre, una forza e una resistenza superumane, dovute alla magia. Può entrare e uscire dai diversi piani dell'esistenza, e la capacità di deformare la realtà. Può anche richiamare demoni e altre creature sovrannaturali al suo servizio.